# گمشده در فضا (مجموعه تلویزیونی ۲۰۱۸)
گمشده در فضا (به انگلیسی: Lost in Space) یک مجموعهٔ علمی-تخیلی آمریکایی است، که بر اساس سریالی با همین نام(پخش شده بین سالهای ۱۹۶۵ تا ۱۹۶۸) ساخته شده‌ است. این مجموعه، ماجراهای خانواده‌ای از پیشتازان فضایی در زمینه کلونی سازی را روایت می‌کند که سفینهٔ آن‌ها از مدار خارج می‌شود. این سریال در سه فصل توسط مت سزاما و بورک شارپ‌لس نوشته شده‌ است. تهیه‌کنندگی آن بر عهدهٔ کمپانی‌های Legendary Television, Synthesis Entertainment, Clickety-Clack Productions و Applebox Entertainment به همراه زک استرین به عنوان گرداننده مجموعه است. سریال در تاریخ ۱۳ آوریل ۲۰۱۸ میلادی از شبکهٔ نت‌فلیکس منتشر شد.

## داستان
سقوط شیءای آسمانی منجر به رویدادی انقراضی بر روی زمین می‌شود و حیات انسان را مورد تهدید قرار می‌دهد. در سال ۲۰۴۶ میلادی، گونهٔ بشر تعدادی از فضاپیماهای تصاحب‌گر با نام مشتری را به همراه خانواده‌هایی منتخب، در جهت سازی در سایر دنیاها به فضا پرتاب می‌کند. خانوادهٔ رابینسون به عنوان عضو بیست و چهارم از چنین عملیاتی انتخاب شده‌است، اما پیش از آن که آن‌ها بتوانند طبق برنامه از ایستگاه فضایی مادر پرتاب شوند، رباتی بیگانه بدنهٔ ایستگاه را درهم میشکاند که موجب می‌شود تمامی خانواده‌ها به ناچار با فضاپیماهای خود، زودتر از موعد ایستگاه را ترک کنند. اما که در میان این آشوب‌ها و هرج و مرجی که به وجود آمده‌است، سفینهٔ مشتری شمارهٔ دو متعلق به خانوادهٔ رابینسون و یک سفینهٔ دیگر، در مکانی ناشناخته ولی قابل سکونت فرود می‌آید. رابینسون‌ها و دیگر کلونی‌ها به مبارزه با عجایب محیط جدید و شرارت‌های داخلی خود بر می‌آیند، تا آنجایی که تصمیم به ترک سیارهٔ جدید می‌گیرند.

## بازیگران و شخصیت‌ها

### اصلی
- مولی پارکر در نقش مورین رابینسون، زنی نترس و باهوش و مهندس هوا و فضا است که برای داشتن شانس زندگی‌ای جدید و دنیایی بهتر، خانواده‌اش را با خود به مأموریتی در آلفا قنطورس می‌برد.[۱]
- توبی استیونز در نقش جان رابینسون، همسر مورین و مأمور سابق نیروی دریایی است. وی فرماندار سفر فضایی است.[۲]
- تیلور راسل در نقش جودی رابینسون، ۱۸ سال سن دارد و بزرگترین فرزند از سه فرزند رابینسون‌ها است.[۳] او فرزند مورین از ازدواج اولش پیش از جان است.
- ایگناکیو سریکیو در نقش دان وست، گردن کلفت و قاچاقچی کالاهای لوکس است.[۴]
- مینا ساندوال در نقش پنی رابینسون، دومین فرزند خانوادهٔ رابینسون است.[۵]
- مکسول جنکینز در نقش ویل رابینسون، یازده ساله، کوچکترین فرزند و تک‌پسر خانوادهٔ رابینسون است.
- پارکر پوسِی در نقش ژوئن هریس: جنایتکاری که از هویت سایر مردم استفاده می‌کند تا متعلقات آن‌ها را تصاحب کند. در این مجموعه، هریس خود را با نام مستعار «دکتر اسمیت» معرفی می‌کند، اشاره‌ای است به کاراکتری با همین نام که در مجموعهٔ تلویزیونی اصلی ظاهر شد.[۶] (ادای احترامی به ژوئن لاکهارت و جاناتان هریس، مورین رابینسون و دکتر اسمیت در سریال نسخه ۱۹۶۵م)
- برایان استیل در نقش صدای ربات: بیگانه‌ای که ویل در ابتدای سقوط سفینهٔ خانواده‌اش در سیاره با آن برخورد می‌کند. این ربات شکل و شمایل متفاوتی از ربات‌های دیگر در سریال و فیلم پیشین گمشده در فضا دارد.[۷]

### فرعی
- رضا جافری در نقش ویکتور دهار، مسافری پرورش یافته، تحصیلکرده و افسری موقعیت‌شناس است. ویکتور از همان جوانی اشتغالزا و سیاستمدار بوده. همچنین که تکبر و بی‌تابی خاصی در مورد او وجود دارد. هرچند که تمامی این ماسک‌ها، پوشانندهٔ ترسی‌است که او روزی بفهمد به اندازهٔ کافی خوب و کارآمد نیست.[۸]
- آجی فرایز در نقش ویجی دهار، فرزند ویکتور و وینو دهار.
- وینو سندهو در نقش پریشا دهار.
- سیبونگیل ملابمو در نقش آنجلا گودارد (ادای احترامی به آنجلا کارترایت و مارک گدارد، که در نقش‌های پنی رابینسون و دان وست در سریال نسخهٔ دهه ۱۹۶۰م. بازی کردند).
- کیکی سوکه‌زان در نقش آیکو.
- آملیا بورستین در نقش دایان.
- کری هیرویوکی تاگاوا در نقش هیرویوکی واتانابه.
- یوکاری کوماتسو در نقش نائوکو واتانابه.
- آدام گریدون رید در نقش پیتر بکرت.
- لین بلچر در نقش ایوان.
- روآن اشلاسبرگ در نقش کانر.
- سلما بلر در نقش جسیکا هریس، خواهر کوچکتر ژوئن.
- بیل مامی در نقش دکتر هاروی اسمیت.